# Terra de Melide
La Comarque de Terra de Melide (Comarca da Terra de Melide en galicien ou Comarca de Tierra de Mellid en espagnol), est une comarque espagnole située au centre-est de la province de La Corogne, en Galice.
Elle comprend quatre municipios : 
- Melide, sa capitale,
- Santiso,
- Sobrado,
- Toques.

Elle jouxte quatre autres comarques espagnoles : 
- Au nord la comarque de Betanzos;
- À l'est la comarque de Ulloa dans la province de Lugo;
- Au sud, la comarque de Comarque de Deza dans la province de Pontevedra;
- À l'ouest, la comarque de Arzúa.

## Source
- (es) Cet article est partiellement ou en totalité issu de l’article de Wikipédia en espagnol intitulé « Comarca de Tierra de Mellid » (voir la liste des auteurs).